# Homens de Sal

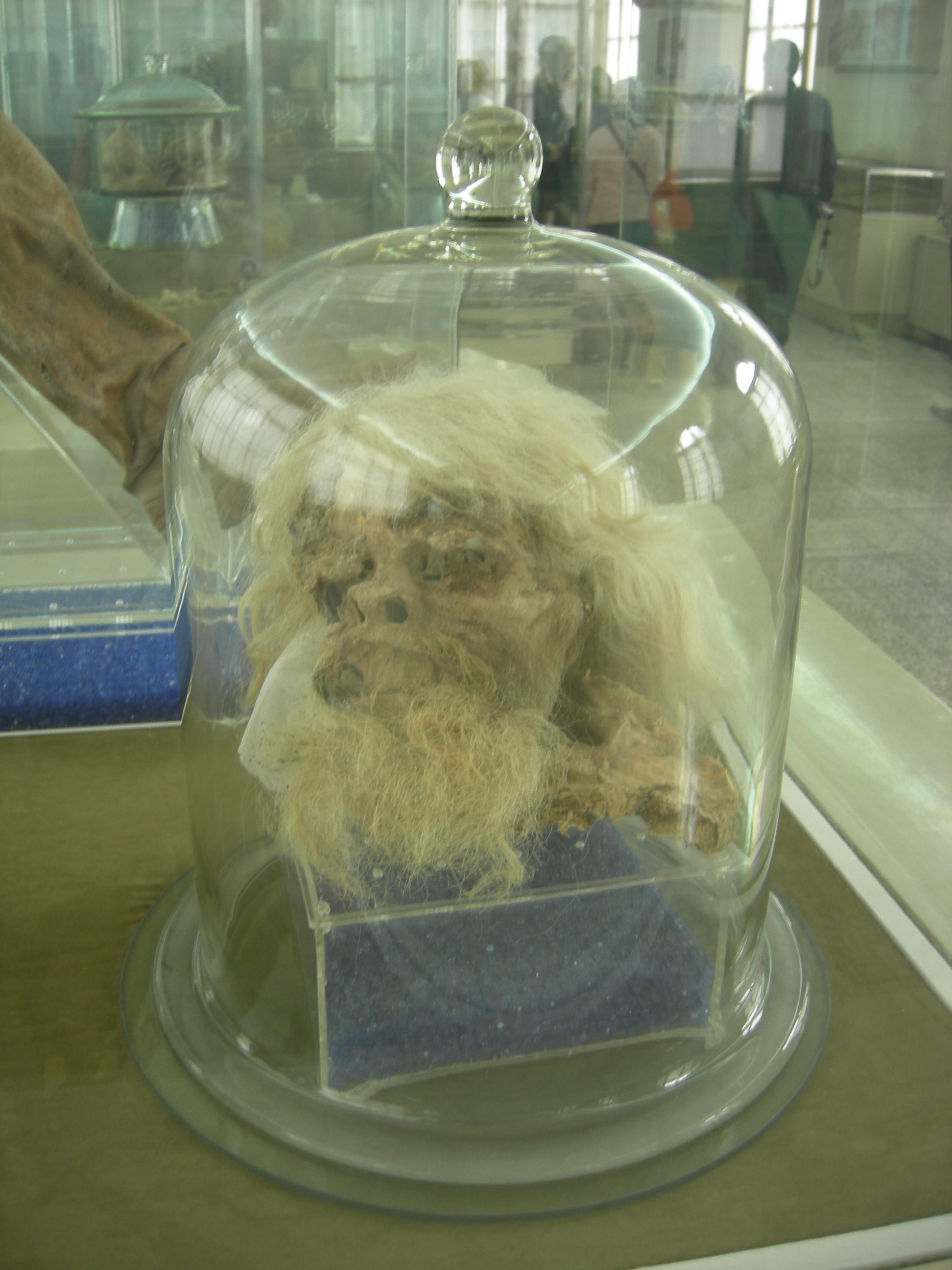
Cabeça do Homem de Sal 1, em exibição no Museu Nacional do Irã em Teerã

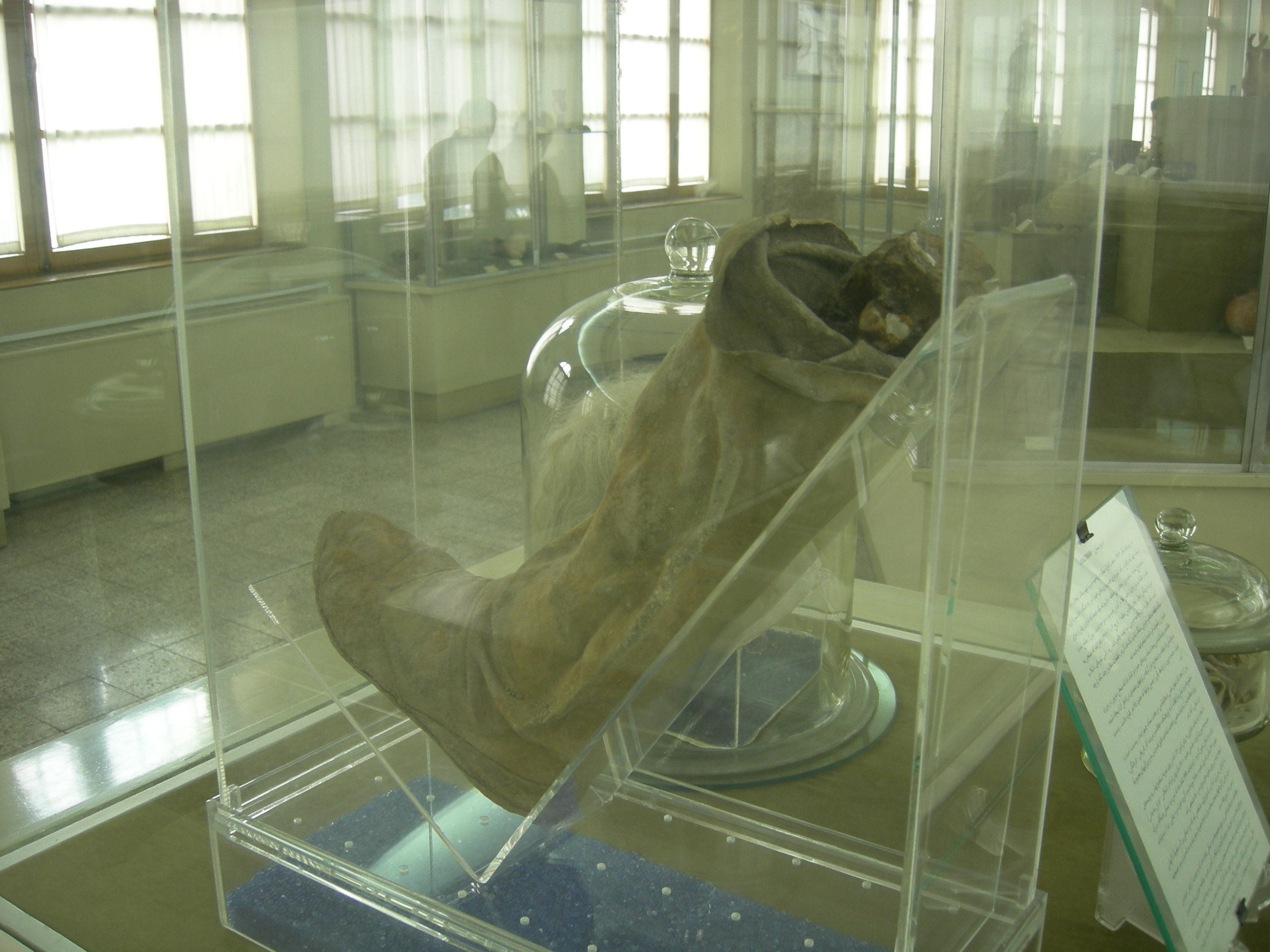
Sapato esquerdo com perna de Homem de Sal 1

Os Homens de sal foram descobertos nas minas de sal Chehrabad, localizadas na parte sul da aldeia de Hamzehlu, no lado oeste da cidade de Zanjan, na província de Zanjan, no Irã. Em 2010, os restos mortais de seis homens foram descobertos, muitos deles mortos acidentalmente pelo colapso das galerias em que trabalhavam. A cabeça e o pé esquerdo do Homem de Sal 1 estão em exibição no Museu Nacional do Irã, em Teerã.

## Descoberta
No inverno de 1993, os mineiros encontraram um corpo com cabelos longos, barba e alguns artefatos. Estes incluíam os restos de um corpo, uma perna dentro de uma bota de couro, três facas de ferro, uma meia calça de lã, uma agulha de prata, uma funda, partes de uma corda de couro, uma pedra de amolar, uma noz, alguns cacos de cerâmica, alguns fragmentos de tecidos estampados e alguns ossos quebrados. O corpo foi enterrado no meio de um túnel de aproximadamente 45 metros de comprimento.
Em 2004, outro mineiro de sal encontrou os restos mortais de um segundo homem. Durante as escavações arqueológicas em 2005, os restos mortais de outros dois homens bem preservados foram encontrados. Em 2006, a Agência de Notícias do Patrimônio Cultural Iraniano fez parceria com o Museu de Mineração Alemão em Bochum (Alemanha), em 2007 com a Universidade de Oxford e a Universidade Suíça de Zurique para investigações aprofundadas. Um projeto científico de longo prazo foi iniciado, apoiado pela Deutsche Forschungsgemeinschaft (DFG) e fundos britânicos. Quatro cadáveres, incluindo um adolescente e uma mulher, são mantidos no Museu de Arqueologia (Casa Zolfaghari) em Zanjan. Um sexto cadáver encontrado na campanha de escavação de 2010 foi deixado no local na mina de sal. Foram encontrados trezentos pedaços de tecido, alguns dos quais conservavam desenhos e tintas. Em 2008, o Ministério das Indústrias e Minas cancelou a licença de lavra.

## Pesquisa
Depois de estudos arqueológicos que incluíram a datação C14 de diferentes amostras de ossos e tecidos, o Homem de Sal foi datado de cerca de 1.700 anos atrás. Ao testar uma amostra de cabelo, o grupo sanguíneo B + foi determinado.
Varreduras tridimensionais modeladas por uma equipe científica liderada por Jalal Jalal Shokouhi mostram fraturas ao redor do olho e outras lesões que ocorreram antes da morte, resultantes de um golpe forte. As características visuais incluem cabelo comprido e barba; um brinco de ouro na orelha esquerda indicava que ele provavelmente era uma pessoa de posição ou influência. O motivo de sua presença e morte na mina de sal de Chehrabad permanece um mistério.
Três dos homens do sal são datados das eras parta (247 a.C. - 224 d.C) e sassânida (224-651 d.C), e o restante da dinastia aquemênida (550-330 a.C).
Em um artigo de pesquisa de 2012, foi relatado que a múmia de Chehrabad com 2200 anos de idade tinha ovos de tênia do gênero Taenia em seu intestino. Isso traz novas informações sobre a dieta antiga, indicando o consumo de carne crua ou mal cozida, e também constitui a primeira evidência de parasitas intestinais antigos no Irã, acrescentando ao conhecimento de patógenos gastrointestinais no Oriente Próximo.